# Lam Tin (stacja metra)
Lam Tin (chiński: 藍田) – jedna ze stacji MTR, systemu szybkiej kolei w Hongkongu, na Kwun Tong Line. Stacja jest połączona z górzystymi obszarami Lam Tin szeregiem schodów ruchomych.
Stacja została otwarta 1 października 1989.